# Dream Away
Drem Away è un brano di George Harrison, apparso sul suo album Gone Troppo del 1982.

## Il brano
Il pezzo appare nei titoli di coda del film della HandaMade Films Time Bandits, pubblicato in Italia con il titolo I banditi del tempo. Era l'unico brano musicale, eccetto i pezzi orchestrali, ad apparire nel film, ed era stato scritto appositamente per esso. Proprio per essere incluso nella pellicola, fu il primo brano di Gone Troppo ad essere registrato: mentre le registrazioni di tutti i pezzi erano avvenute nella prima metà del 1982, Dream Away venne registrata il 7 dicembre 1980, un giorno prima della morte di John Lennon.
Dream Away venne inclusa su un 45 giri pubblicato dalla Dark Horse nel solo Giappone; il numero di serie era P-1741, il codice di matrice del lato A era P-1741-1 1-A-1, mentre quella del lato B P-1741-1 1-A-1. Il disco non entrò in classifica. Nella classifica della Aol Radio 10 Best George Harrison Songs, compilata dagli stessi ascoltatori, la canzone appare all'ottavo posto; al nono posto c'è When We Was Fab e Dream Away è seguita da Isn't It a Pity.

## Tracce singolo
| Recensione   | Giudizio |
| ------------ | -------- |
| hitparade.ch | [ 5 ]    |

Testi e musiche di George Harrison; edizioni musicali Harrisongs, Ltd..
1. Dream Away – 4:27
2. Unknow Delight – 4:14

## Formazione
- George Harrison: voce, chitarre
- Alan Jones: basso elettrico
- Mike Moran: pianoforte, sintetizzatore
- Dave Mattacks: batteria
- Ray Cooper: percussioni
- Billy Preston: cori
- Syreeta: cori
- Sarah Ricor: cori[1]